# Hugh Valentine King
Hugh Valentine King (22 febbraio 1901 – 17 gennaio 1947) è stato un militare britannico, capitano della Royal Navy.

## Carriera militare
Hugh V. King entra nella marina militare britannica nel 1919, nel maggio del 1921 viene promosso a sottotenente, ad aprile 1923 diviene tenente e nel 1931 diventa tenente comandante.
Promosso a comandante nel 1937, diventa nello stesso anno comandante del sottomarino HMS Olympus fino al gennaio del 1940.
Viene nominato comandante dello sloop HMS Rochester, dall'ottobre 1942 al 1944, anno in cui diventa comandante della fregata HMS Towy (dal 3 maggio 1944 al 10 aprile 1945).
Viene poi promosso a capitano nel 1945 e nello stesso anno diventa comandante della nave riparatrice HMS Beachy Head, di cui sarà comandante fino al 17 gennaio 1947, anno della sua morte.